# Spatholobus littoralis
Spatholobus littoralis är en ärtväxtart som beskrevs av Justus Carl Hasskarl. Spatholobus littoralis ingår i släktet Spatholobus och familjen ärtväxter. Inga underarter finns listade i Catalogue of Life.